# Północ w ogrodzie dobra i zła (film)
Północ w ogrodzie dobra i zła (ang. Midnight in the Garden of Good and Evil) – amerykański dramat kryminalny z 1997 roku w reżyserii Clinta Eastwooda. Film zrealizowano na podstawie książki Johna Berendta Północ w ogrodzie dobra i zła.

## Obsada
- John Cusack jako John Kelso
- Kevin Spacey jako Jim Williams
- Jack Thompson jako Sonny Seiler
- Jude Law jako Billy Carl Hanson
- Irma P. Hall jako Minerva
- Alison Eastwood jako Mandy Nichols
- Paul Hipp jako Joe Odom
- Lady Chablis jako Frank Chablis Devau
- Geoffrey Lewis jako Luther Driggers
- Dorothy Loudon jako Serena Dawes
- Anne Haney jako Margaret Williams
- Kim Hunter jako Betty Harty
- Richard Herd jako Henry Skerridge
- Leon Rippy jako detektyw Boone
- Bob Gunton jako Finley Largent
- Michael O'Hagan jako Geza Von Habsburg
- Charles Black jako Alpha
- John Duncan jako gentleman w parku
- Gary Anthony Williams jako kierowca autobusu
- Ted Manson jako Passerby
- Muriel Moore jako pani Baxter
- Ann Cusack jako Delivery Woman
- Tim Black jako Jeff Braswell
- Sonny Seiler jako sędzia White
- James Moody jako portier William Glover
- Victor Brandt jako Bailiff
- Patrika Darbo jako Sara Warren
- John McCormack jako doktor
- Shannon Eubanks jako pani Hamilton
- Michael Rosenbaum jako George Tucker

## Opis fabuły
Dziennikarz John Kelso przyjeżdża do Savannah, by opisać bożonarodzeniowe przyjęcie organizowane przez zamożnego kupca Jima Williamsa. Kilka godzin po uroczystości zostaje zabity kochanek bogacza. Reporter postanawia zostać w mieście, by dowiedzieć się czegoś więcej o tym wydarzeniu. Poznaje mieszkańców miasteczka, m.in. Mandy Nichols. Są sobą zafascynowani i ciekawi, co zdarzyło się tragicznego wieczoru.